# Дејвид Сајмон (продуцент)
Давид Јуда Сајмон (Вашингтон, 9. фебруар, 1960) јесте амерички аутор, новинар, телевизијски сценариста и продуцент. Најпознатији по свом раду на серији Жица (2002–08).

## Биографија
Дванаест година је радио за The Baltimore Sun (1982–95), написао је Убиство: Година на улицама убијања (1991) и коаутор је The Corner: A Year in the Life of an Inner-City Neighborhood (1997) са Едом Бернсом. Ова књига била је основа за серију Одељење за убиства (1993–99), на којој је Сајмон радио као писац и продуцент. Он је адаптирао последњу књигу у мини серијуThe Corner (2000).
Био је творац, извршни продуцент, главни писац и шоурунер свих пет сезона телевизијске серије Жица (2002–2008), реализоване у ХБО продукцији. Он је адаптирао публицистичку књигу Generation Kill у телевизијску мини серију и био је шоуранер пројекта.
Изабран је за једног од Макартур стипендиста 2010. и именован је за визионара Utne Reader 2011.
Сајмон је такође креирао серију ХБО продукције Treme са Ериком Овермајером, која се емитовала четири сезоне. Након Треме, Сајмон је написао мини-серију за ХБО Покажи ми хероја, заједно са колегом новинаром и косценаристом Вилијамом Ф. Зорзијем.
Он и његов вишеструки сарадник Џорџ Пелеканос поново су радили на оригиналној серији Хронике Тајмс сквера, драми о њујоршкој порно индустрији 1970-их и 1980-их, емитованој од од 2017. до 2019. године. Његова следећа серија, Завера против Америке, премијерно је приказана 2020.
Ми поседујемо овај град су развили и написали Џорџ Пелеканос и Сајмон, а режирао Реиналдо Маркус Грин. Ограничена серија од шест епизода премијерно је приказана на ХБО-у 25. априла 2022.

## Дела

### Коментари
- Simon, David (20. 1. 2008). „Does the News Matter To Anyone Anymore?”. The Washington Post. Приступљено 2012-08-20.
- Simon, David (1. 3. 2009). „In Baltimore, No One Left to Press the Police”. The Washington Post. Приступљено 2012-08-20.
- Simon, David (16. 7. 2009). „Build the Wall”. Columbia Journalism Review. Приступљено 2012-08-20.

### Књиге
- Simon, David (1991). Homicide: A Year on the Killing Streets. Boston: Houghton Mifflin. ISBN 978-0-395-48829-4. OCLC 23356235
- Simon, David & Burns, Edward (1997). The Corner: A Year in the Life of an Inner-City Neighborhood. New York: Broadway Books. ISBN 978-0-767-90030-0. OCLC 36857674